# NGC 5074
NGC 5074 (również PGC 46354) – galaktyka spiralna (Sb), znajdująca się w gwiazdozbiorze Psów Gończych. Odkrył ją William Herschel 13 marca 1785 roku.